# Marc Furi Bibàcul
Marc Furi Bibàcul (en llatí Marcus Furius Bibaculus) va ser un poeta romà.
Quintilià el qualifica com el més distingit satíric iambògraf romà junta amb Catul i Horaci i és situat per Diòmedes en el capítol del vers iàmbic junt a Arquíloc i Hipponax com a representants grecs i Lucili, Catul i Horaci entre els llatins.
Segons Jeroni d'Estridó i la Crònica d'Eusebi de Cesarea va néixer a Cremona l'any 103 aC. Alguns fragments de la seva obra s'han conservat: un vers senar i dos epigrames conservats per Suetoni, un hexàmetre dàctil per Juvenal i tres paraules per Carisi. Va viure ric i va tenir una vil·la a Tusculum, però va morir pobre i va perdre la propietat a mans dels seus creditors.
Va publicar un poema sobre les guerres a la Gàl·lia titulat Pragmatia Belli Gallici, i probablement un altre sobre les llegendes relacionades amb els aliats etíops de Príam de Troia. Cremuci Corde diu que en els seus escrits va insultar als dos primers cèsars, i d'aquí venia el menyspreu que per ell sentia Tiberi. Dels escrits de Plini es dedueix que va escriure una obra titulada Lucubrationes. Encara que se l'ha confós amb un personatge anomenat Aule Furi Ànties, són dues persones diferents.